# Massutbildning
Massutbildning och institutionalisering av lärandet uppstod i många delar av Europa under 1800-talet som en del av en större omvälvning i de olika kulturerna där. Industrialiseringen tillsammans med andra faktorer bidrog till att utbildning får en ny innebörd och spridning.